# Nakbe
Nakbe è un sito archeologico della civiltà maya, situato nel bacino di Mirador, nella regione di Petén in Guatemala, 13 km a sud di El Mirador. Gli scavi effettuati a Nakbe hanno fornito indizi riguardo al periodo in cui la zona venne popolata (intorno al 1400 a.C.). La città continuò a prosperare fino al 100-200 a.C.

## Scoperta e scavi
Il sito venne scoperto nel 1930 con fotografie aeree della regione, ma gli scavi iniziarono solo nel 1962. L'archeologo Ian Graham fu la prima persona a iniziare gli scavi. Negli anni 80 e 90 l'Institute of Geophysics and Planetary Sciences della UCLA, e l'Institute of Anthropology and History of Guatemala effettuarono scavi, creando il RAINPEG Project, con a capo Richard D. Hansen.
Il RAINPEG Project scoprì 23 oggetti tra cui asce bipenni, piccozze, e pietre martello, tutte fatte in selce.

## Oggetti trovati
Il sito ha restituito una quantità di ceramiche risalenti al medio preclassico. Sono stati trovati molti frammenti di figurine rappresentanti forme umane e animali.

## Architettura
Nakbe possedeva una architettura monumentale sia dall'ottavo secolo prima di cristo, con delle piattaforme alte 18 metri. Le costruzioni di Nakbe sono divise in tre gruppi. Due di questi, chiamati gruppo Est e Ovest, vennero costruiti durante il periodo formativo, e il terzo gruppo, chiamato Codex, venne costruito durante la nuova occupazione della città nel tardo classico. Nel Gruppo Ovest si trovava una grande piramide triadica (struttura 1) di 45 metri d'altezza; nel Gruppo Est altra piramide triadica (struttura 59) sui 30 metri d'altezza.

## Strade
Un sistema stradale collegava Nakbe ad altre città. Venivano pavimentate con pietra bianca. Nakbe era collegata a El Mirador e a Calakmul.

## Religione e iconografia a Nakbe
La Stele 1 è formata da 45 frammenti di un antico monumento distrutto in antichità. Mostra una scena con due individui faccia a faccia, e vestiti in costumi. La scena sembra essere una rappresentazione di qualcosa dal Popol Vuh. Le due figure sarebbero i gemelli sovrannaturali Hunahpu e Ixbalanque.

## Declino
La città perse la sua importanza con la prosperità di El Mirador. Nakbe rimase abbandonata per un migliaio d'anni. Nel tardo classico alcuni Maya costruirono piccole comunità all'interno della città e attorno ad essa, lasciando oggetti in ceramica ma senza costruire monumenti nuovi.